# Speocera decui
Speocera decui là một loài nhện trong họ Ochyroceratidae. Loài này phân bố ở Cuba.